# Квитесэйд
Квитесэйд (норв. Kviteseid) — коммуна в губернии Телемарк в Норвегии. Административный центр коммуны — город Квитесэйд. Официальный язык коммуны — нюнорск. Население коммуны на 2007 год составляло 2563 чел. Площадь коммуны Квитесэйд — 708,46 км², код-идентификатор — 0829.

## История населения коммуны
Население коммуны за последние 60 лет.

Статистика коммуны Квитесэйд